# Pertusaria verruculifera
Pertusaria verruculifera är en lavart som beskrevs av Vain. Pertusaria verruculifera ingår i släktet Pertusaria och familjen Pertusariaceae.   Inga underarter finns listade i Catalogue of Life.